# Rue Monjol
La rue Monjol est une voie du 19e arrondissement de Paris, en France.

## Situation et accès
La rue Monjol est une voie publique située dans le 19e arrondissement de Paris. Elle débute  rue Burnouf et se termine en impasse. Elle présente la particularité d'être plus large que longue.

## Origine du nom
La rue tire son nom de celui d'un ancien  propriétaire local l'entrepreneur de démolition Monjol-Jourdan qui a ouvert la voie.

## Historique
À l'origine, cette voie débouchait rue Henri-Turot ; cette partie a été supprimée, en 1956, lors de l'édification d'un groupe d'habitations par l'Office public d'habitation de la Ville de Paris.
Voici une description de cette rue, extrait d'un article paru dans La Ville de Paris datant du 4 avril 1883 : 
« Sur les hauteurs, à l'angle de la rue Monjol, qui indique la nouvelle largeur  de cette dernière rue, une des plus misérables de l'ancienne banlieue. Cette maison appartient à monsieur Smith, qui tient un débit de vins et liqueurs rue des Chaufourniers, à deux pas de là. Cela fait, tout compté un total de trois maisons pour la rue Fréry.... Il y a là des tableaux inimaginables? La rencontre de la « rue Monjol » avec la rue Asselin  forme un rond-point de quelques mètres, où des enfants en guenilles vont se chauffer au soleil, quand il y a un rayon de soleil. Un couloir d'un mètre de largeur conduit à la rue Bolivar. D'un côté de ce couloir, une palissade en bois, de l'autre un tertre en contre-haut sur lequel on voit deux ou trois indescriptibles cabanes, des cabanes habitées comme il n'en existe nulle part dans Paris, ni à la cité Doré, ni au passage Papier. Tout cela navre le cœur... »
En 1926, cette rue, qui était la dernière « Cour des Miracles » de Paris, est assainie.
Le nom de « rue Legrand » a été étendu à la partie de la rue Monjol, d'une longueur de 15 mètres, qui était comprise entre la rue Burnouf et la rue Legrand.

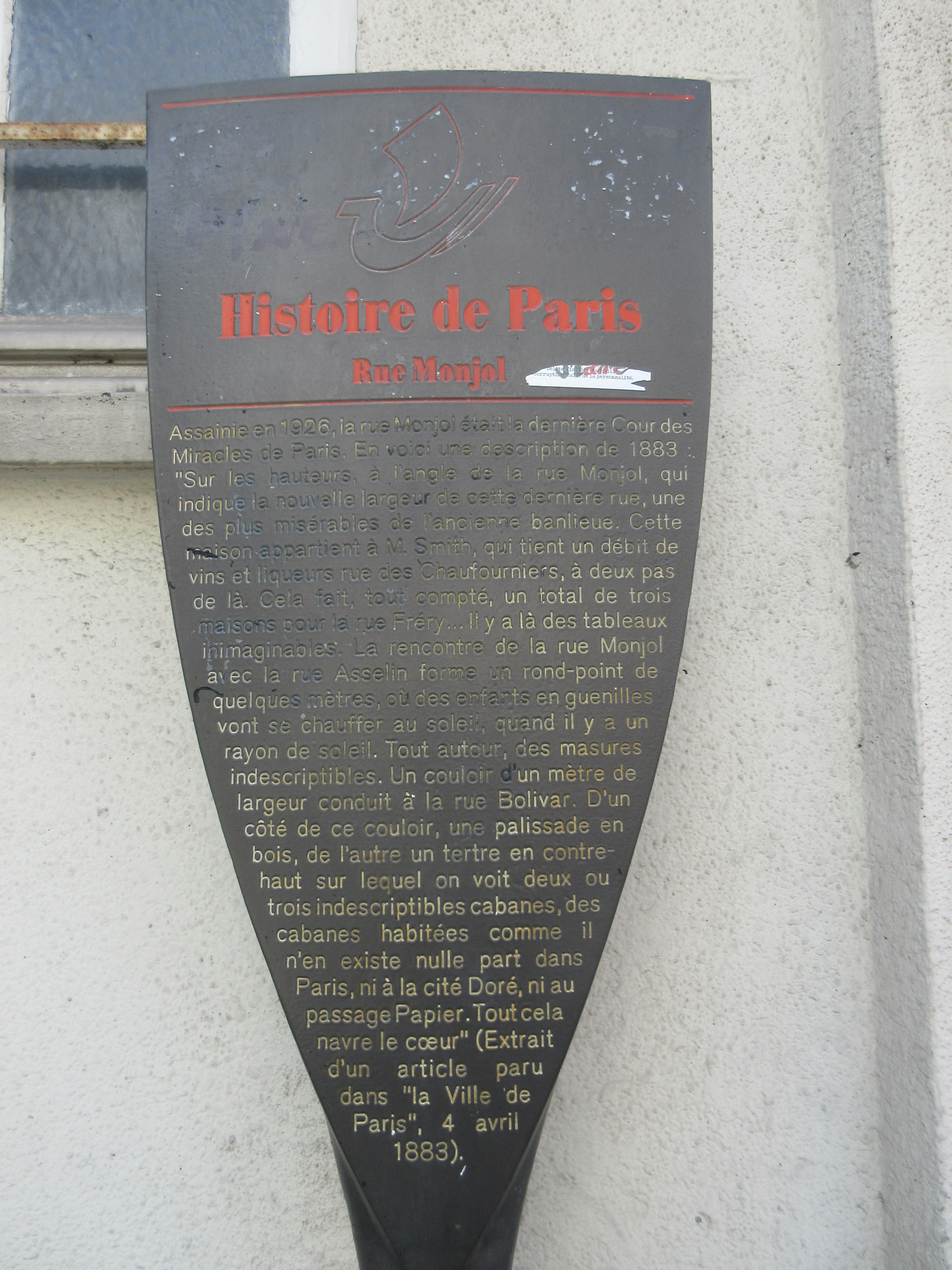
Panneau Histoire de Paris « Rue Monjol »
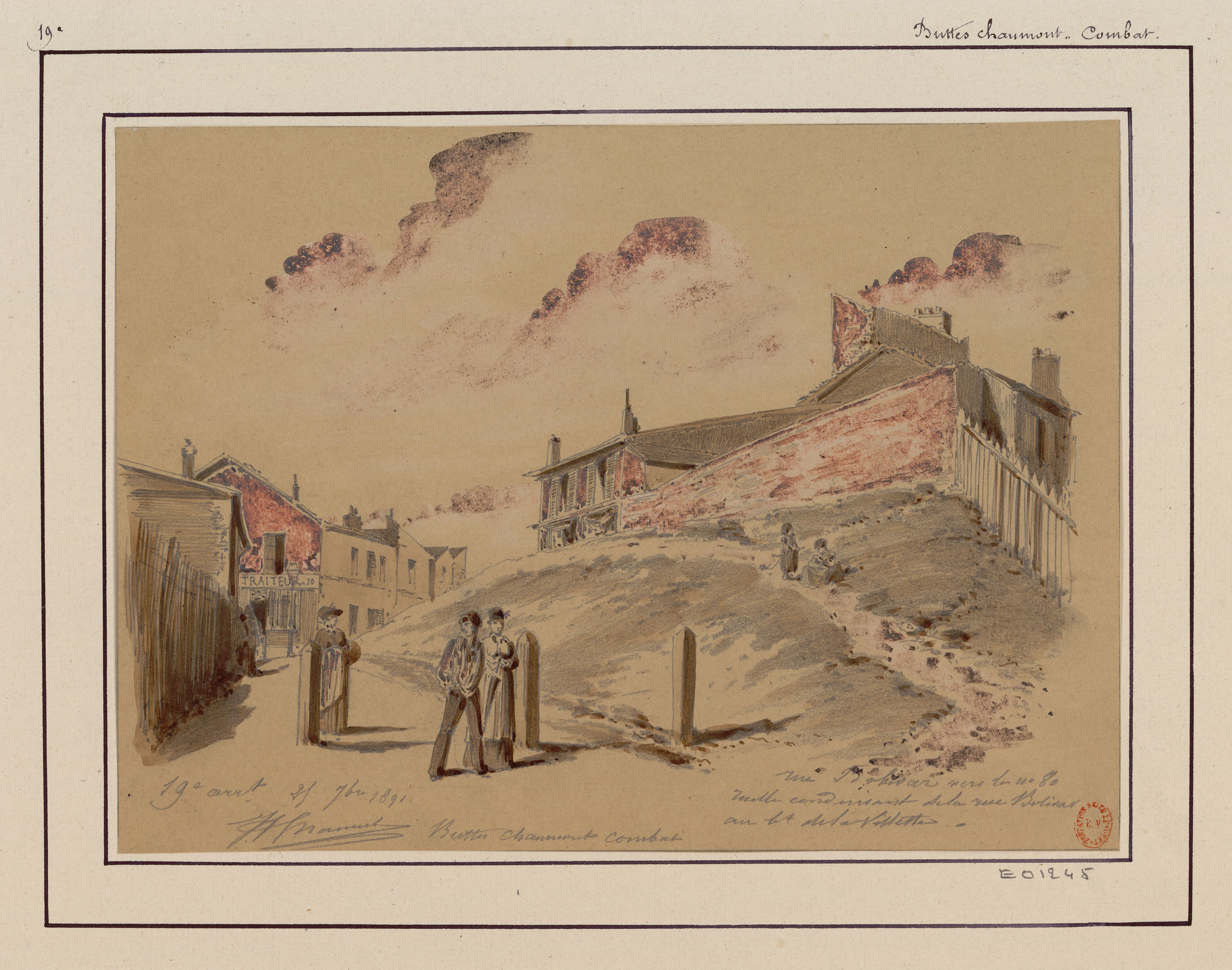
La rue Monjol vers 1891 (dessin de Jules-Adolphe Chauvet).